# 中務省
中務省（なかつかさしょう）は、律令制における八省のひとつ。和名は「なかのまつりごとのつかさ」(奈加乃萬豆利古止乃豆加佐）。唐名は中書省など。「中」は禁中の意。

## 概要
天皇の補佐や詔勅の宣下、叙位など朝廷に関する職務全般を担ったことから、八省の中でも最重要の省とされた（一説には大宝律令以前は宮内省とともに六省の上にあったという）。
長官である中務卿は他省の卿より高い正四位上相当とされ、平安時代以降はもっぱら四品以上の親王を遇する地位となり、欠員が生じても適当な親王が出るまでは空席とされた。平安中期の康平4年（1061年）に敦貞親王が薨去してから鎌倉時代中期の文永2年（1265年）に宗尊親王（鎌倉幕府将軍）が任じられるまで、あるいは実質の伴うものとしては鎌倉末期の徳治2年（1307年）に尊治親王（後の後醍醐天皇）が任じられるまで、200年以上にわたって空席だった。
詔勅の施行から後宮女官の人事まで朝廷の事務一般を扱うために職掌が広く、輔（すけ）・丞（じょう）・録（さかん）の四等官（他の八省の四等官と比較して官位相当は一段高い）があるほか、品官として、天皇に近侍する侍従、宮中の警備・雑役及び行幸の際の警護役である内舎人、詔勅・宣命及び位記を作成する内記、大蔵省や内蔵寮等の出納を監察する監物、駅鈴や伝符の出納を行う主鈴や典鑰が属した。なお、天皇の側近たる侍従及び天皇の警護を行う内舎人は帯剣することを義務付けられていた。
被官の官司は令制では1職6寮3司あったが統廃合により1職6寮に減った。

## 大輔以下の官人の定員
本省の大輔以下の官人の定員は以下のとおりである。
- 四等官
  - 大輔（正五位上相当）…一人
  - 少輔（従五位上相当）…一人
  - 大丞（正六位上相当）…一人
  - 少丞（従六位上相当））…二人
  - 大録（正七位上相当）…一人
  - 少録（正八位上相当）…三人

註：大輔と少輔には後に権官も置かれた
- 史生
- 省掌
- 使部
- 直丁

- 侍従（従五位下相当）…大宝律令制定時は八人・後二十人に増員
- 内舎人…大宝律令制定時は九十人・後定員に増減あり。
- 内記
  - 大内記（正六位上相当）…二人
  - 中内記…大宝律令制定時は二人・後廃止
  - 少内記（正七位上相当）…二人
- 監物
  - 大監物（従五位下相当）…一人
  - 中監物…大宝律令制定時は四人・後廃止
  - 少監物（正七位下相当）…四人。
  - 監物主典（従七位下相当）…新設
- 主鈴
  - 大主鈴（正七位下相当）…二人
  - 少主鈴（正八位上）…二人
- 典鑰
  - 大典鑰（従七位下相当）…二人
  - 少典鑰（従八位上相当）…二人

## 中務省被官の官司
- 中宮職
- 大舎人寮 - 令制では左大舎人寮・右大舎人寮
- 図書寮（ずしょりょう）
- 内蔵寮（くらりょう）
- 縫殿寮（ぬいどのりょう）
- 陰陽寮
- 内匠寮（たくみりょう） - 令外官
- 画工司 - 808年（大同3年）内匠寮に統合
- 内薬司 - 896年（寛平8年）宮内省の典薬寮に統合
- 内礼司 - 808年（大同3年）弾正台に統合